# Феврие, Виктор
Виктор Луи Франсуа Феврие (фр. Victor Louis François Février; 21 октября 1823, Гренобль — 25 декабря 1908, там же) — французский генерал.

## Биография
Сын коммерсанта Шарля Виктора Феврие (1783—1857) и Мари Маргерит Байи (1787—1823).
В 1841 году поступил в военную школу Сен-Сир. В 1843 году выпущен младшим лейтенантом в 19-й пехотный полк. Лейтенант (1848), участвовал в подавлении народных протестов против государственного переворота Луи Наполеона Бонапарта.
Капитан (1851). В 1852 году переведен в 1-й полк зуавов, в 1852—1854 годах участвовал в кампаниях в Африке, в 1854—1856 годах в Крымской войне. Во время рекогносцирования перед битвой на Альме под ним была убита лошадь.
Шеф батальона 30-го пехотного полка (1856), участвовал в Итальянской кампании 1859 года, в ходе которой получил огнестрельное ранение. По возвращении во Францию переведен в гвардейский полк зуавов, командовал батальоном, направленным в Ниццу в качестве почетной гвардии императрицы Евгении, проводившей там зиму.
В 1863 году был направлен военным атташе в Данию, где наблюдал за военными действиями в Шлезвиг-Гольштейне. В том же году произведен в подполковники. По возвращении в 1866 году перешел в 3-й полк зуавов.
Полковник 77-го пехотного полка (1868). Во время франко-прусской войны в 1870 году его часть действовала под Форбахом и в районе Меца. В битве при Сен-Прива получил контузию верхней и средней части спины и тяжелое пулевое ранение в шею и лицо.
Бригадный генерал (1871), был направлен для проведения мобилизации в Лион, затем получил командование субдивизионом Роны, а в 1873 году субдивизионом Эны.
Дивизионный генерал (1878), командовал 25-й пехотной дивизией (1878—1882), 15-м армейским корпусом (1882—1883), затем 6-м армейским корпусом (1883—1888). Председатель пехотного технического комитета (1883), член Высшего военного совета (1883). В 1888 году уволен в запас, в 1889—1895 годах был великим канцлером ордена Почётного легиона.
Участвовал в президентских выборах 1894 года, при голосовании 27 июня занял четвёртое место из пяти, получив 53 голоса (6,27 %).
Жена (14.04.1857): Фернандина Изора Аллегре (7.02.1837—5.07.1911), дочь коммерсанта Клода Шарля Фредерика Аллегре и Мари Софи Атенаизы Жоктёр-Монрозье

## Награды
- Орден Почётного легиона:
  - большой крест (1887)
  - великий офицер (1882)
  - командор (1870)
  - офицер
  - кавалер (1856)
- Медаль Итальянской кампании
- Воинская медаль (1888)
- Колониальная медаль за Алжир

Иностранные:
- Турецкий орден Меджидие (1856)
- Британская Крымская медаль (1856)
- Сардинская медаль «За воинскую доблесть»
- Командор датского ордена Данеброг
- Российский орден Святого Станислава 2 степени (1882)